# Андонова, Малена
Малена Иванова Андонова (болг. Малена Иванова Андонова; род. 6 июля 1957, София) — болгарская легкоатлетка, специалистка по бегу на короткие дистанции. Выступала за сборную Болгарии по лёгкой атлетике в 1980-х годах, чемпионка Болгарии в дисциплине 400 метров, призёрка ряда крупных международных стартов, участница летних Олимпийских игр в Москве.

## Биография
Малена Андонова родилась 6 июля 1957 года в Софии, Болгария. Занималась лёгкой атлетикой в клубе «Левски-Спартак» в софийском районе Кремиковцы.
Впервые заявила о себе в сезоне 1979 года, выиграв бег на 400 метров на домашних соревнованиях в Софии.
В 1980 году одержала победу на чемпионате Болгарии в дисциплине 400 метров. Благодаря череде успешных выступлений вошла в основной состав болгарской сборной и удостоилась права защищать честь страны на летних Олимпийских играх в Москве — в индивидуальном беге на 400 метров не смогла преодолеть предварительный квалификационный этап, тогда как в эстафете 4 × 400 метров совместно с Росицей Стаменовой, Свободкой Дамяновой и Бонкой Димовой благополучно вышла в финал, но в решающем забеге их команда сошла с дистанции.
В 1986 году в 400-метровой дисциплине отметилась победой на международном старте в Остраве.
В 1987 году в беге на 400 метров отметилась победами на турнирах в Будапеште и Софии, в то время как на соревнованиях в Стара-Загоре получила серебро и установила свой личный рекорд — 51,41. В эстафете 4 × 400 метров заняла четвёртое место на Кубке Европы в Праге, выступила на чемпионате мира в Риме, где остановилась на предварительном квалификационном этапе.
В 1988 году на дистанции 400 метров финишировала шестой в Будапеште и третьей в Стара-Загоре.